# Trützschler (Unternehmen)
Die Trützschler Group SE ist ein deutscher Textilmaschinenhersteller mit Sitz in Mönchengladbach. Das Familienunternehmen mit 3000 Beschäftigten produziert an neun Standorten Maschinen, Anlagen und Zubehör für die Spinnereivorbereitung, die Nonwovens- und die Chemiefaserindustrie. Dazu zählen neben den vier Werken in Deutschland (Mönchengladbach, Dülmen, Egelsbach, Neubulach) Produktionsstandorte in China (Shanghai, Jiaxing), Indien (Sanand), den USA (Charlotte) und Brasilien (Curitiba) sowie ein Entwicklungsstandort in der Schweiz.

## Unternehmensgeschichte
Das Unternehmen wurde 1888 von Paul Heinrich Trützschler im sächsischen Crimmitschau gegründet. Nach dem Zweiten Weltkrieg und der Enteignung erfolgte 1948 der Wiederaufbau in Odenkirchen (heute Mönchengladbach). Wo zu Beginn Reißmaschinen und Krempelwölfe produziert wurden, kamen später Baumwollreinigungsanlagen und der weltweit erste Chemiefaseröffner hinzu. 1967 wurde das Produktprogramm von Trützschler Spinning um Karden, 1992 um Strecken und 2012 um Kämmmaschinen erweitert. Der Unternehmersführer Hans Trützschler war Vorsitzender der Fachgemeinschaft Textilmaschinen/VDMA. In den letzten Jahren erfolgte zudem der Aufbau der Produktgruppen Nonwovens und Card Clothing.

## Geschäftsbereiche

### Trützschler Spinning
Trützschler Spinning bezeichnet sich als Technologie- und Marktführer in der Spinnereivorbereitung für die Bereiche Baumwolle und Chemiefasern sowie Mischungen. Produziert werden beispielsweise Putzereimaschinen, Strecken und Karden.

### Trützschler Card Clothing
Trützschler Card Clothing produziert in Neubulach Hochleistungsgarnituren für Karden und Krempeln. Die Produkte von TCC kommen in den Bereichen Spinnerei und Nonwovens zum Einsatz.

### Trützschler Nonwovens
Trützschler Nonwovens mit Sitz in Dülmen und Egelsbach produziert Maschinen und Komplettanlagen für den gesamten Produktionsprozess der Vliesstoffherstellung für wasserstrahlverfestigte, luftdurchströmte und chemisch verfestigte Materialien – vom Öffnen bis zum Wickeln.

## Gesellschaftliches Engagement
2021 gründete das Unternehmen eine gemeinnützige Stiftung zur Förderung von Kindern und Jugendlichen in den Bereichen Lernen und Bildung, Sport und Bewegung sowie Wissenschaft und Forschung.